# Massacre de Lauria
Le massacre de Lauria fut perpétré entre le 7 et le 9 août 1806 par les troupes napoléoniennes commandées par le maréchal André Masséna contre la ville  de Lauria qui s'était rebellée contre l'occupation française en prenant le parti des Bourbon-Siciles.

## Le massacre
Les faits, également connus au XIXe siècle sous le nom de Sac de Lauria ou Siège de Lauria, se sont produits dans cette ville lucanienne, restée fidèle aux  Bourbon-Siciles. La population locale , avec l'aide de soldats napolitains, a entravé l'avancée des troupes françaises vers Naples. Le 7 août, l'armée française a quitté Lagonegro à l'aube, et est arrivée près de Lauria avant midi, d'après le rapport du maréchal Masséna, écrit le 9 août, après avoir dépassé Castelluccio et être arrivé à Rotonda, a l'attention de Joseph Bonaparte, souverain.  
Lauria était un foyer de révolte, soutenu par les "brigands", ou rebelles, ainsi appelés par les Français, en fait, des insurgés dirigés par Vincenzo Geniale Versace, qui avait quitté Lagonegro le 4 août. Presque tous les habitants de Lauria se refusaient à céder la ville aux forces étrangères, et déchaînèrent leur colère contre ceux de leurs concitoyens qui souhaitaient, eux, la reddition.  
Dès le 5 août, durant la campagne des deux-Calabres, le maréchal Masséna, basé près de Lagronegro, fit marche contre la ville rebelle. Une fois arrivés à destination, les soldats furent répartis, en effet, sur deux fronts: le premier, commandé par le général Gardanne, dirigé vers les collines et la ville haute ; le second a été dirigé par Masséna pour encercler la bourgade. Les troupes ont été accueillies par les tirs des habitants qui s'étaient barricadés; avant que les Français ne mettent le feu aux maisons pour forcer les rebelles à sortir. 
Il y eut beaucoup de morts ; vraisemblablement un millier. Plus d'une centaine d'habitants ont été abattus dans les grottes où ils s'étaient cachés et les fuyards furent punis par le peloton d’exécution ou la potence ; même les enfants et les femmes ne furent pas épargnés ; quand ces dernières ne subirent pas un sort pire. Les chroniques de l'époque racontent en particulier que les soldats corses, parmi les plus déterminés, déchaînèrent leur rage contre des civils sans défense, massacrant même les impotents trouvés dans leur lit et incapables de s'échapper. 
Selon l'historien italien Tommaso Pedio : « Le maréchal Masséna, se rendit coupable [...] de la mort d'environ un millier de civils tombés sous le fer de l'ennemi, de cent quarante-deux maisons incendiées sur les hauteurs de Lauria et des deux tiers de toutes les autres du bas, parmi elles les deux églises principales et le magnifique Couvent dei Minori Osservanti. Le pillage fut général, et partout étaient les pleurs, la désolation, le deuil ».

## Conséquences
Les rapports militaires de l'époque font état, outre le massacre d'environ mille habitants de Lauria sur les neuf mille de l'époque, de l'incendie et de la destruction de bâtiments sacrés et civils, ainsi que du formidable pillage que Masséna a accordé à ses troupes. Les corps des habitants tués, ainsi que ceux des partisans napolitains, ont été jetés dans une fosse commune, connue comme l'onda dei morti, redécouverte lors des travaux de construction d'un hôtel de ville . Une plaque a été érigée en mémoire des morts lors du bicentenaire de l'événement tragique (2006).   
La vente de l'énorme butin volé par les Français leur rapporta pas moins de 90 000 ducats (380.000 francs). Lauria fut en outre punie par la suppression de toutes les administrations judiciaires et financières au profit de la ville de Lagonegro.
En 1815, une fois revenus sur le trône de Naples, les Bourbons décernèrent à la ville de Lauria le titre de Semper Fidelis pour le courage dont firent preuve les habitants dans leur résistance à l'envahisseur français.